# 小山氏 (甲斐源氏)
小山氏（こやまし）は、武家・地下人だった日本の氏族。安田義定を祖とする。